# Поєдинок (фільм, 1944)
«Поєдинок» — радянський художній чорно-білий фільм, поставлений режисером Володимиром Лєгошиним за повістю Льва Шейніна «Військова таємниця». Прем'єра фільму відбулася 14 березня 1945 року. Перша роль у кіно Сергія Лук'янова. Лідер прокату 1945 року (6 місце) — 18,64 мільйонів глядачів.

## Сюжет
Німецько-совєцька війна. На озброєння Радянської Армії надходить нова надпотужна гармата Л-2. Інженер Леонтьєв відправляється на фронт для випробування в бою свого винаходу. Німецькій розвідці любою ціною необхідно заволодіти новою секретною зброєю…

## У ролях
- Андрій Тутишкін — «інженер Леонтьєв», він же майор держбезпеки Сергєєв
- Сергій Лук'янов — полковник держбезпеки Ларцев
- Надир Малишевський — Бахмєтьєв, капітан держбезпеки
- Олексій Грибов — комісар держбезпеки
- Володимир Бєлокуров — Вейнінгер-Петронеску-Петров
- Осип Абдулов — Крашке, полковник гестапо
- Надія Борська — Марія Сергіївна Зубова (Амалія Карлсон)
- Ніна Алісова — Наталія Михайлівна Осеніна, співачка
- Ганна Заржицька — Тоня, диверсантка, дочка петлюрівського офіцера-втікача з Гамбурга
- І. Месненкіна — Ірина, диверсантка, «модистка» зі Смоленська
- Іван Бобров — Іван Кутирін, диверсант, старий провокатор царської «охранки» з Мінська
- Михайло Поволоцький — Савранський Ігнатій Аполлонович, диверсант, колишній адвокат з Гомеля
- Ада Войцик — диверсантка
- В'ячеслав Дугін — Лавренко
- Юрій Любимов — співробітник зовнішнього спостереження держбезпеки у готелі «Москва»
- Петро Савін — черговий адміністратор
- Еммануїл Геллер — швейцар
- В'ячеслав Гостинський — скрипаль фронтової бригади артистів
- Лаврентій Масоха — Зубков, диверсант, син куркуля і дезертир
- Михайло Майоров — майор
- Павло Суханов — Леонід, лейтенант-артилерист
- Борис Свобода — німецький генерал
- Василь Нещипленко — Мартинов, лейтенант держбезпеки
- Михайло Сидоркін — Леонтьєв Борис Миколайович, справжній інженер-конструктор

## Знімальна група
- Постановка: Володимир Лєгошин
- Сценарій: Петро Тур, Леонід Тур, Лев Шейнін
- Оператор: Сергій Урусевський
- Композитор: Климентій Корчмарьов
- Художники-постановники: Петро Пашкевич, С. Сльотов
- Звукорежисер: Микола Озорнов
- Монтаж: О. Тезовська